# 特氏扁花鱂
特氏扁花鱂，為輻鰭魚綱鯉齒目鯉齒亞目花鳉科的其中一種，被IUCN列為瀕危保育類動物，分布於非洲加彭Upper Ogooué流域，體長可達5.5公分，屬肉食性，生活習性不明，可作為觀賞魚。

## 擴展閱讀
維基物種上的相關：特氏扁花鱂